# Jean Jacques Kickx
Jean Jacques Kickx (1842 - 1887) fue un botánico, y micólogo flamenco.
De 1865 a 1887, fue rector de la Universidad de Gante. Reúne y publica la obra póstuma de su padre, Jean Kickx (1803-1864), la Flore cryptogamique des Flandres.
Su abuelo, Jean Kickx (1775-1831) también fue botánico.

## Honores

### Epónimos
Especies
- (Cycadaceae) Palmifolium kickxii (Miq.) Kuntze[1]
- La abreviatura «J.J.Kickx» se emplea para indicar a Jean Jacques Kickx como autoridad en la descripción y clasificación científica de los vegetales.[2]